# Учительский
Учи́тельский — посёлок в Рыльском районе Курской области. Входит в состав Ивановского сельсовета.

## География
Посёлок находится в 86 км западнее Курска, в 21 км восточнее районного центра — города Рыльск, в 6 км от центра сельсовета  — Ивановское.
Климат
Учительский, как и весь район, расположен в поясе умеренно континентального климата с тёплым летом и относительно тёплой зимой (Dfb в классификации Кёппена).

## Население
| 2002 | 2010 |
| ---- | ---- |
| 463  | ↘391 |

## Инфраструктура
Личное подсобное хозяйство. В посёлке 10 домов.

## Транспорт
Учительский находится в 4,5 км от автодороги регионального значения 38К-017 (Курск — Льгов — Рыльск — граница с Украиной), на автодороге 38Н-040 (Марьино — Верхняя Груня), в 10 км от ближайшего ж/д остановочного пункта 374 км (линия 322 км — Льгов I).
В 152 км от аэропорта имени В. Г. Шухова (недалеко от Белгорода).